# Armand (fotograf)
Armenak Arzrouni (srpen 1901 Erzurum – 1963 Káhira), který pracoval pod mononymem Armand, byl arménský fotograf se sídlem v Egyptě.

## Životopis

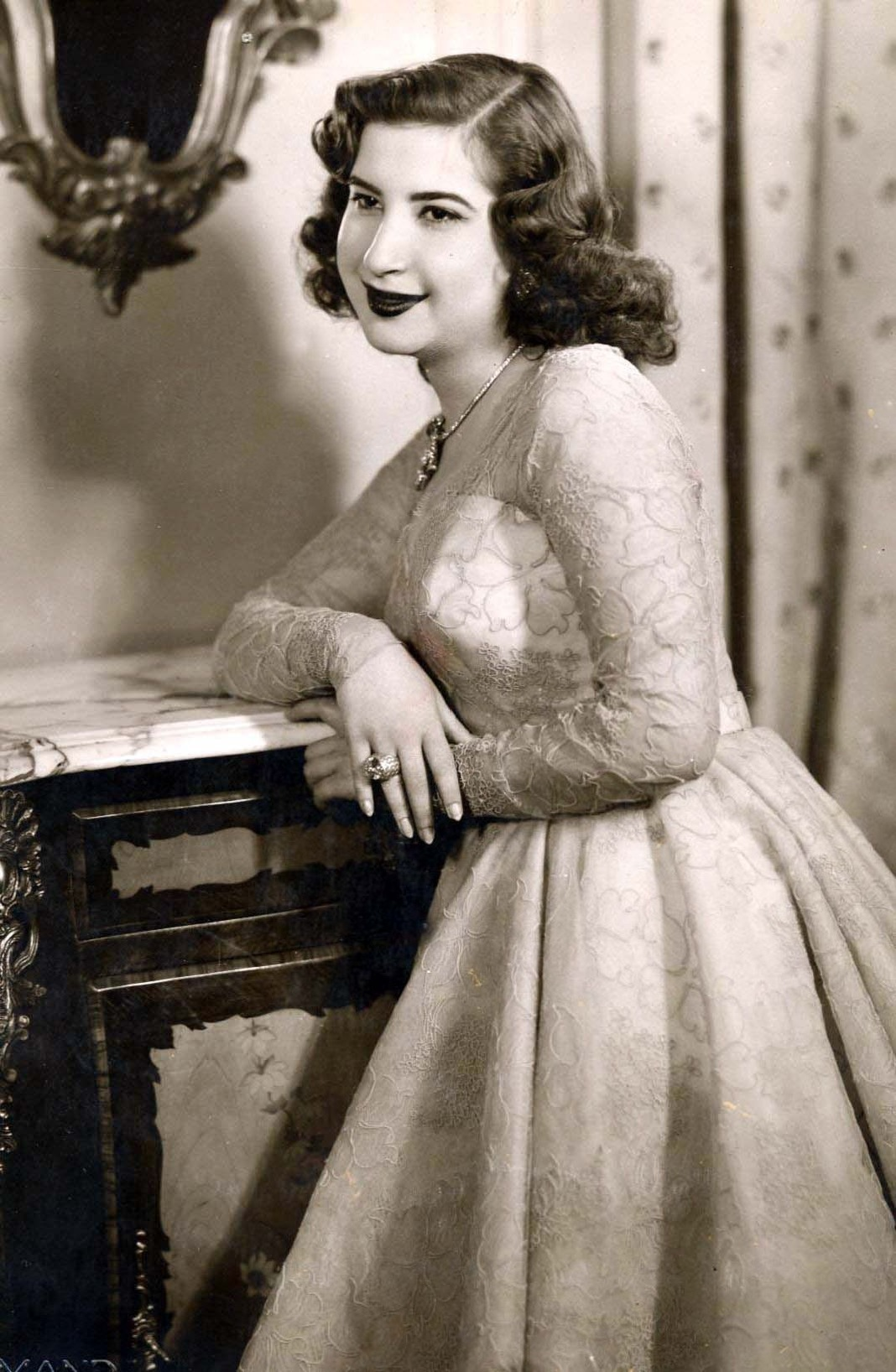
Armand: Královna Narriman Sadek, 1951

Narodil se v Erzuru v srpnu 1901, v době Osmanské říše. V roce 1907 přišel se svým otcem do Alexandrie v Egyptě. Ve škole měl velkou zálibu v kreslení. Začal pracovat jako učeň u Nadira, fotografa se sídlem v Alexandrii. V roce 1925 odešel do Káhiry jako asistent rakouského židovského fotografa a proslulého portrétisty Zoly do jeho ateliéru v Ard el-Sherif poblíž ulice Midan Mustafa Kamel. Zola poslal Arzrouniho do Rakouska, aby se naučil kolorovat černobílé fotografie, používat dřevěné uhlí a křídy a zvládl techniku airbrush.
Po Zolově smrti v roce 1930 si Arzrouni otevřel vlastní studio v Midan Mustafa Kamel pod názvem Armand Studio. Jeho otec mu postavil obří zvětšovací přístroj schopný zvládnout negativy s velkými rozměry. V polovině padesátých let minulého století hrozilo zničení jeho prvního studia, a tak v roce 1956 otevřel druhé studio v ulici Talaat Harb. Specializoval se na portrétní fotografii, fotografoval politiky, filmové hvězdy, slavné kabaretní tanečnice a členy královské rodiny. Revoluce z roku 1952 jeho kariéře nebránila a pokračoval ve fotografování slavných lidí, zejména takových, jako byl například Gamál Abdel Násir, a zahraničních hlav států navštěvujících Egypt. Obzvláště proslul komplikovaným nastavením svatebních fotografií. Občas také dostával objednávky na fotografie hotelů a obchodních domů.
Jeho syn Armand pracoval jako jeho asistent již v roce 1960 a po otcově smrti v roce 1963 ateliér převzal. Své fotografie podepisuje stejným způsobem jako jeho otec.